# Sachsenhagen
Sachsenhagen er en by og kommune i det nordvestlige Tyskland med 1972 indbyggere (2018-12-31), beliggende som administrationssted for Samtgemeinde Sachsenhagen under Landkreis Schaumburg. Denne landkreis ligger i den nordlige del af delstaten Niedersachsen.

## Geografi
Kommunen grænser mod syd til Mittellandkanal og ligger kun seks km syd for Steinhuder Meer. De små floder Sachsenhäger Aue og Ziegenbach løber også gennem kommunen. Kommunen er, målt på både på indbyggertal og areal (15,53 km²), den fjerdemindste kommune i Niedersachsen.
I kommunen findes ud over Sachsenhagen også landsbyen Nienbrügge.
I byen ligger den tidligere borg Wasserburg Sachsenhagen, hvis historie går tilbage til midten af 1200-tallet.